# Refuge Albert 1er
Das Refuge Albert 1er ist eine alpine Schutzhütte der Sektion Chamonix-Mont-Blanc des Club Alpin Français. Es besteht aus einer hölzernen Hütte aus dem Jahr 1930, die heute als Winterhütte genutzt wird, und einem neueren Steinbau direkt oberhalb, der im Sommer bewirtschaftet ist. Die Hütte ist benannt nach König Albert I. von Belgien, der sie am 30. August 1930 eröffnete. Der steinerne Bau wurde 1959 errichtet.
Die Hütte liegt oberhalb der Seitenmoräne des Glacier du Tour, über die der Aufstieg zur Hütte erfolgt. Talort ist Le Tour, ihn verbindet einerseits ein Weg mit dem unteren Ende der Seitenmoräne (Höhenunterschied 1300 Meter); andererseits können eine Gondelbahn und ein Sessellift zum Col de Balme genommen werden, von denen ein Pfad zum oberen Teil der Seitenmoräne führt (Höhenunterschied 500 Meter).
Die Hütte ist Stützpunkt für die Besteigung der Aiguille du Tour und der Aiguille du Chardonnet. Der Übergang zur Cabane du Trient (3170 m) im Schweizer Teil des Mont-Blanc-Massivs führt als Gletscherwanderung über den Glacier du Tour hinauf zum Sattel Col du Tour und weiter über das Gletscherbecken Plateau de Trient.
Die Hütte wurde von September 2012 bis zum Frühling 2014 grundlegend renoviert, dabei wurde ein weiteres Geschoss auf den steinernen Bau aufgesetzt, um mehr Gäste aufnehmen zu können. Die Kosten für den Umbau waren mit 2,5 Millionen Euro veranschlagt.

## Einzelnachweise

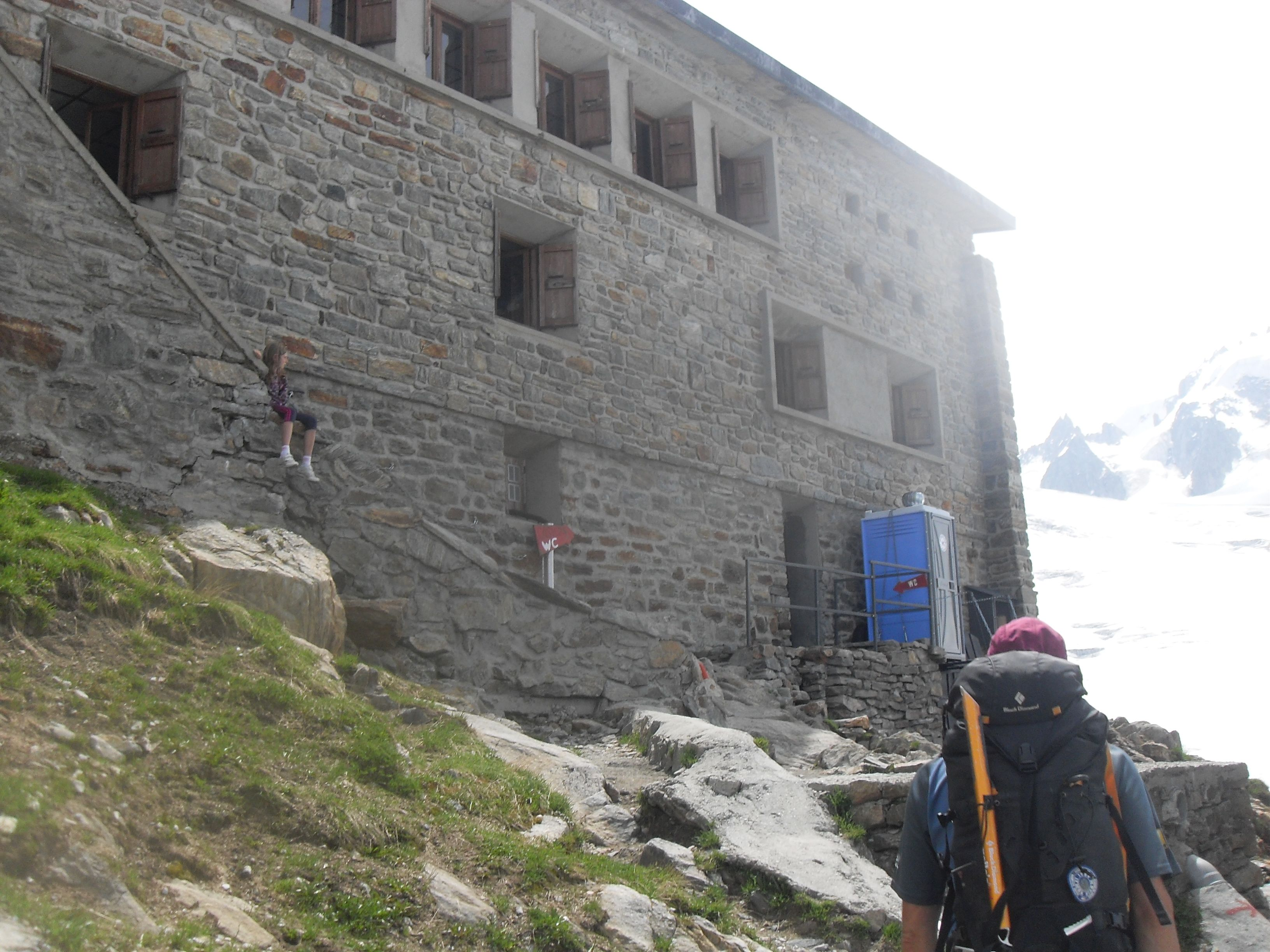
Zugang zum steinernen Bau (2010)